# Caroline Wozniacká
Caroline Wozniacká (nepřechýleně Wozniacki, * 11. července 1990 Odense) je dánská profesionální tenistka polského původu a vítězka Australian Open 2018. Mezi roky 2010–2018 byla ve třech obdobích světovou jedničkou ve dvouhře, historicky dvacátá v pořadí a první ze Skandinávie. Na čele strávila 71 týdnů. Druhý návrat na vrchol po šesti letech, v lednu 2018, znamenal nejdelší období čekání u hráčky na této pozici.
Mezi profesionálkami debutovala v červenci 2005. Následující sezóny pokaždé zlepšovala své postavení v závěrečném žebříčku WTA, až se v roce 2010 propracovala na 1. místo. Dlouhodobě ji trénuje otec Piotr Wozniacki; mezi dubnem až srpnem 2016 byl koučem také Čech David Kotyza. Profesionální kariéru poprvé ukončila ve 29 letech jako 36. hráčka světové klasifikace na lednovém Australian Open 2020, kde ve třetím kole podlehla Tunisance Ons Džabúrové. Po narození dvou dětí se vrátila na okruh srpnovým National Bank Open 2023 v Montréalu.
Jako první dánský tenista se probojovala do finále grandslamového turnaje v otevřené éře. Před rokem 1968 se v něm již objevil krajan Kurt Nielsen. Na US Open 2009 v boji o titul nestačila na Belgičanku Kim Clijstersovou, a o pět let později, znovu na US Open 2014 podlehla Američance Sereně Williamsové. Zařadila se tak mezi pět světových jedniček, které usedly na „tenisový trůn“ bez grandslamového titulu. První trofej z majoru pak vybojovala na lednovém Australian Open 2018 po výhře nad světovou jedničkou Simonou Halepovou.
V letech 2010 a 2011 zakončila sezónu na prvním místě. V juniorské kategorii zvítězila ve Wimbledonu 2006. Na Turnaji mistryň 2017 triumfovala po finálové výhře nad Američankou Venus Williamsovou.
Na okruhu WTA Tour vyhrála třicet turnajů ve dvouhře a dva ve čtyřhře, z toho šest singlových v sezóně 2011.. Ve finále Turnaje mistryň 2017 přehrála Venus Wiliamsovou. V rámci okruhu ITF získala čtyři tituly ve dvouhře.
V dánském týmu Billie Jean King Cupu debutovala v roce 2005 utkáním základního bloku 1. skupiny zóny Evropy a Afriky proti Srbsku a Černé Hoře, v němž prohrála dvouhru s Anou Jovanovićovou. Dánky odešly poraženy 0:3 na zápasy. Před prvním ukončením kariéry odehrála poslední zápas ve vítězné baráži III. skupiny euroafrické zóny 2015 proti Řecku, v níž porazila Marii Sakkariovou. Do roku 2026 v soutěži nastoupila k dvaceti třem mezistátním utkáním s bilancí 17–6 ve dvouhře a 3–6 ve čtyřhře. 
Dánsko reprezentovala na londýnských Hrách XXX. olympiády, kde ve dvouhře prohrála jako nasazená osmička ve čtvrtfinále s pozdější vítězkou Serenou Williamsovou. Na Pekingských olympijských hrách 2008 vypadla ve třetím kole singlu opět s vítězkou turnaje Jelenou Dementěvovou. Za dánské družstvo nastoupila také do Hopmanova poháru 2012, kde v páru s Frederikem Nielsenem obsadili třetí místo základní skupiny. Na zahajovacím ceremoniálu Letních olympijských her 2016 v Riu de Janeiru byla vlajkonoškou dánské výpravy. V singlu pak skončila ve druhém kole na raketě Petry Kvitové.

## Soukromý život
Narodila se roku 1990 v dánském Odense do rodiny polského fotbalisty Piotra Woźniackého a bývalé polské reprezentantky ve volejbalu Anny Woźniacké. Plynně hovoří polsky, dánsky a anglicky. Starší bratr Patrick Wozniacki je bývalý fotbalový záložník, který hrál také za kodaňské kluby Frem či Hvidovre IF.

Během US Open 2016

Tříletý kontrakt s leteckou společností Turkish Airlines uzavřela 20. prosince 2010. Jeho náplní se stala podpora business třídy. Řadí se k fanouškům fotbalového klubu Liverpool FC. Během turnaje Qatar Ladies Open 2011 hrála s kšiltovkou liverpoolského týmu podepsanou Stevenem Gerrardem.
Podle časopisu Forbes se v roce 2011 stala druhou nejlépe vydělávající sportovkyní světa. Britský měsíčník SportsPro ji ve vydání z června 2011 zařadil na deváté místo sportovkyň s nejvyšším zpeněžitelným potenciálem na trhu.
V letech 2011–2014 udržovala partnerský vztah se severoirským golfistou Rorym McIlroyem. Během něho byli oba partneři světovými jedničkami ve svých sportech. Zasnoubení Wozniacká oznámila na Twitteru 1. ledna 2014. Zpráva o McIlroyově zrušení zásnub byla medializována 21. května téhož roku, když golfista uvedl: „Problém je na mé straně. Poté, co tento víkend vyšla svatební oznámení, jsem si uvědomil, že nejsem připraven na všechno, co manželství obnáší. Caroline přeji hodně štěstí, které si zaslouží, a děkuji jí za nádherný čas prožitý spolu.“
Na počátku listopadu 2014, ve věku 24 let, absolvovala Newyorský maraton za 3:26:33 hodiny. Naplnila tak svá očekávání času pod tři a půl hodiny. Po doběhu uvedla: „Nic tak těžkého jsem ještě nezkusila … Po třicátém kilometru jsem si říkala, něco takového už nikdy nepoběžím“. V cíli ji očekávala přítelkyně z profesionálního okruhu a úřadující světová jednička Serena Williamsová. Wozniacká běžela v rámci 1 700členného charitativního družstva „Team for Kids“.
Vztah s bývalým americkým vítězem NBA Davidem Leem odhalila na sociálních sítích 14. února 2017. Zasnoubení páru proběhlo 2. listopadu 2017. Sňatek se uskutečnil v Toskánsku 16. června 2019. Družičkou jí byla Serena Williamsová a mezi hosty přijaly pozvání další spoluhráčky polského původu Angelique Kerberová, Agnieszka Radwańská a Urszula Radwańská. V červnu 2021 se do manželství narodila dcera Olivia, v říjnu 2022 syn James a v červenci 2025 syn Max, děti s dvojitým příjmením Wozniacki Lee.
V říjnu 2018 uvedla, že jí byla diagnostikována revmatoidní artritida a ráda by se stala příkladem ve zvládání této autoimunitní choroby.

## Trenérské vedení
Prvním stálým trenérem byl od jejích čtrnácti let otec Piotr Wozniacki, který ji dlouhodobě vedl i ve spolupráci s dalšími kouči.
V období, kdy se zapojila do rozvojového programu firmy Adidas pro zlepšování talentů (Adidas Player Development Program), převzal roli kouče Nizozemec Sven Groeneveld. Krátce ji také připravovali Ricardo Sanchez (2011) a Thomas Johansson (2012). V říjnu 2013 si najala Thomase Högstedta, jenž ji koučoval pouze do ledna 2014. Stejný měsíc se hlavním trenérem stal bývalý dánský tenista Michael Mortensen. V březnu 2014 však oba spolupráci ukončili. Od dubna 2016 jej na čtyři měsíce do srpna nahradil český trenér David Kotyza, bývalý kouč Petry Kvitové.

## Tenisová kariéra

### 2011: Podruhé v řadě konečnou světovou jedničkou
V sezóně získala šest titulů ve dvouhře, spolu s Petrou Kvitovou, nejvíce ze všech tenistek.

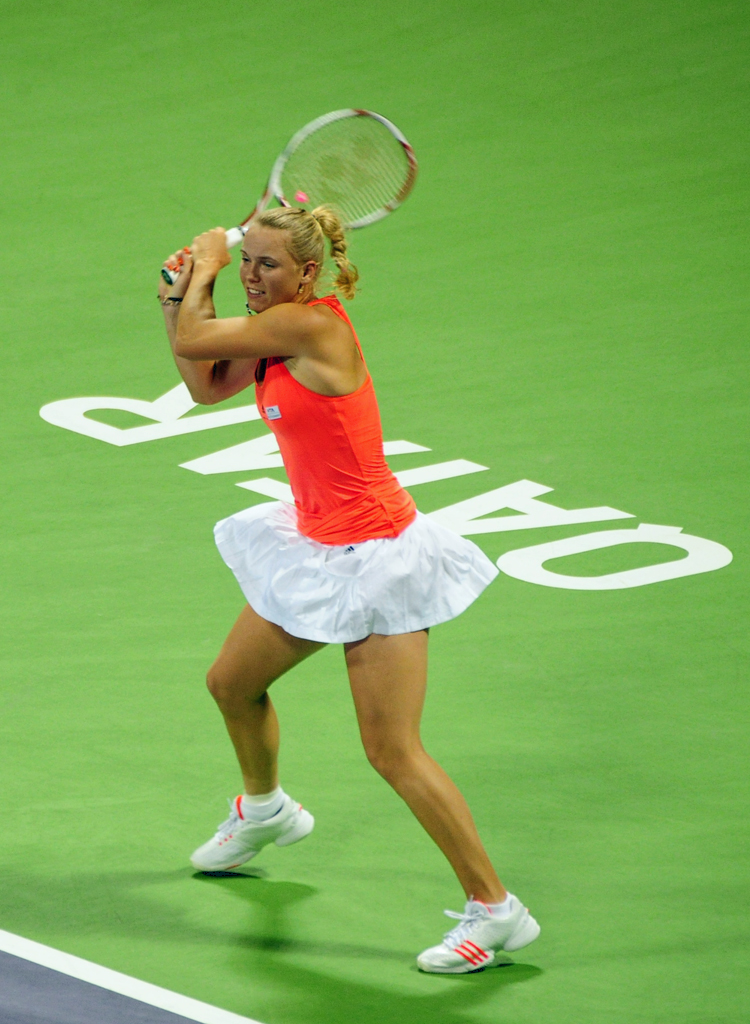
Bekhend na Qatar Ladies Open

Rok začala prohrou na Medibank International Sydney s Dominikou Cibulkovou. Následně se probojovala do tří za sebou jdoucích finále, a to na turnajích Dubai Tennis Championships, kde ve finále zdolala Světlanu Kuzněcovovu, dále pak ve finále Qatar Ladies Open nestačila na Věru Zvonarevovou a konečně v boji o titul v Indian Wells přehrála Marion Bartoliovou.
Třetí titul sezóny vyhrála na Family Circle Cupu, kde porazila nenasazenou Rusku Jelenu Vesninovou ve finále. S Němkou Julií Görgeosovou prohrála v boji o titul na události Porsche Tennis Grand Prix. Čtvrtou výhru zaznamenala na úvodním ročníku Brussels Open, po třísetové finálové bitvě s Číňankou Pcheng Šuaj. Pátý vavřín si odvezla z domácího dánského turnaje e-Boks Sony Ericsson Open, když ve finále porazila Lucii Šafářovou. V letní části okruhu prohrála tři zápasy v řadě. Poté v srpnu získala poslední šesté vítězství sezóny a čtvrtý turnajový titul v řadě na americkém New Haven Open at Yale, kde si ve finále poradila s kvalifikantkou Petrou Cetkovskou.
Na grandslamech postoupila do dvou semifinále, konkrétně na úvodním Australian Open, a pak také na US Open. V prvním případě nestačila na Li Na, aniž proměnila mečbol a ve druhém případě na Serenu Williamsovou. Na French Open nepřešla přes třetí kolo, když podlehla Daniele Hantuchové a ve Wimbledonu ji vyřadila v osmifinále další Slovenka Dominika Cibulková.
Druhou sezónu v řadě zakončila jako světová jednička ve dvouhře.

### 2014: Druhé finále na US Open
V sezóně zahrála tři finále. První z nich na Istanbul Cupu proměnila v titul. Podruhé v kariéře se probojovala do boje o grandslamový titul. Po pěti letech v něm opět na US Open neuspěla, když nestačila na Serenu Williamsovou.

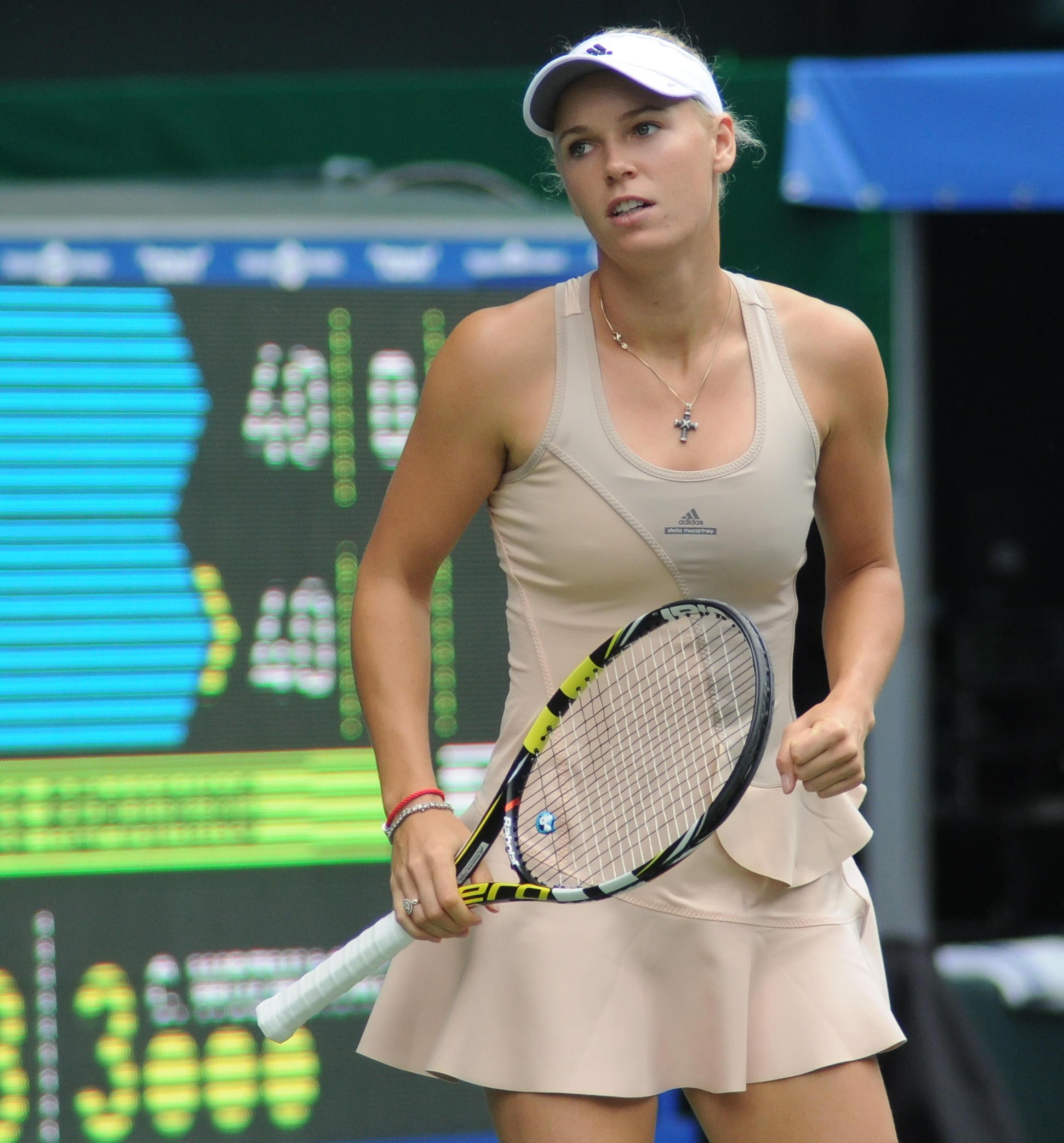
Na Toray Pan Pacific Open prohrála ve finále

Před novou sezónou změnila značku rakety, když opustila Yonex a začala hrát s Babolatem. Úvodním turnajem se stal Apia International Sydney, na kterém ji ve druhém kole vyřadila Lucie Šafářová. Třetí fáze Australian Open se pro ni stala konečnou, když podlehla Garbiñe Muguruzaové. Na Qatar Total Open prohrála svůj první duel proti Yanině Wickmayerové. Následně prošla do semifinále Dubai Tennis Championships a v něm nezvládla střetnutí s Venus Williamsovou. Březnový BNP Paribas Open znamenal osmifinálovou prohru s Jelenou Jankovićovou. Ztráta bodů způsobila pád na 18. příčku, nejnižší postavení od roku 2010. Čtvrtfinále dosáhla na Sony Open, kde ji vyřadila Li Na. Semifinále si zahrála při svém debutu na Monterry Open, aby turnaj opustila po porážce od Any Ivanovićové.
Z antukového Porsche Tennis Grand Prix odstoupila pro zranění zápěstí. Ve druhém kole Mutua Madrid Open nenašla recept na Robertu Vinciovou. Po zdravotních problémech nezvládla úvodní duel na French Open proti Wickmayerové. V semifinále travnatého AEGON International ji vystavila stopku Angelique Kerberová. Ve Wimbledonu pak došla mezi poslední šestnáctku hráček, aby ji v této fázi přehrála Barbora Záhlavová-Strýcová.
Jediný titul sezóny dobyla na Istanbul Cupu, kde uštědřila dva „kanáry“ Belindě Bencicové a ve finále deklasovala Robertu Vinciova po ztrátě pouhých dvou her. Na amerických betonech ji ve čtvrtfinále Rogers Cupu zastavila Serena Williamsová, přestože měla set a break k dobru. Na Western & Southern Open se probojovala do semifinále, kde opět vypadla s mladší ze sester Williamsových. Jako nasazená desítka zavítala na US Open a po pěti letech podruhé prošla do finále grandslamu, opět ve Flushing Meadows. Ve čtvrtém kole porazila Šarapovovou, poté Saru Erraniovou a v semifinále překvapení turnaje Pcheng Šuaj. V boji o titul však nenašla recept na Serenu Williamsovou, jíž podlehla na třetí události v řadě.
Asijskou túru rozehrála tokijským Toray Pan Pacific Open, kde zužitkovala dobrou formu postupem do finále. V něm ji zastavila Ana Ivanovićová. Na čínském Wuhan Open pak dohrála v semifinále porážkou od Genie Bouchardové. Říjnový China Open opustila po volném losu ve druhé fázi, když ji vyřadila Sam Stosurová.

### 2017: Osm finálových účastí a vítězka Turnaje mistryň
Na dvou velkých turnajích na Arabském poloostrově zaznamenala dvě finálové účasti. Nejdřív jí v Dauhá porazila Češka Karolína Plíšková, než o týden později byla v Dubaji nad její síly Ukrajinka Elina Svitolinová. V Indian Wells neudržela po osmifinálové výhře nad světovou devítkou Madison Keysovou ve čtvrtfinále náskok setu a podlehla Francouzce Kristině Mladenovicové. Lépe si vedla v Miami, kde porazila světovou šestku Garbiñe Muguruzaovou i trojku Plíškovou, aby postoupila do prvního finále v kategorii Premier Mandatory od roku 2013. Ze souboje o titul odešla opět poražena, když nestačila na Johannu Kontaovou po dvousetovém průběhu 6–4 a 6–3.

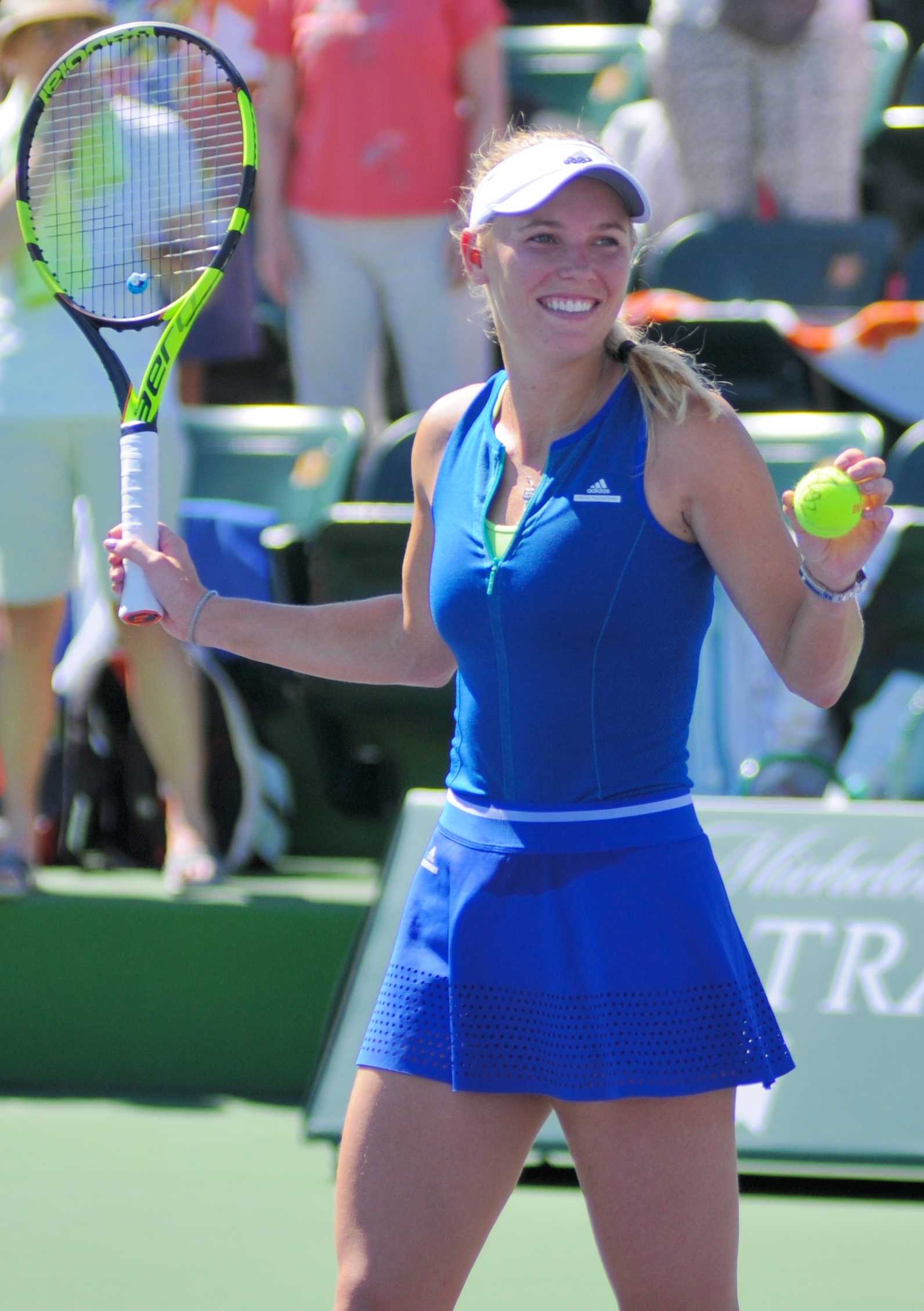
Wozniacká na BNP Paribas Open, kde postoupila do čtvrtfinále

Na French Open zaznamenala nejlepší výsledek po sedmi letech, když stejně jako v roce 2010 postoupila do čtvrtfinále. V něm podlehla pozdější překvapivé vítězce pařížského majoru, Lotyšce Jeļeně Ostapenkové. Po turnaji se vrátila do první světové desítky. Na AEGON International porazila cestou do druhého travnatého finále v kariéře a prvního od AEGON International 2009 světovou dvojku Simonu Halepovou ve třech setech. V souboji o titul podlehla stejně jako v únoru v Dauhá Karolíně Plíškově. Ve Wimbledonu hrála jako pátá nasazená. Pošesté v kariéře postoupila do čtvrtého kola a pošesté odešla z této fáze Wimbledonu vyřazena, když nestačila na Coco Vandewegheovou. Do pátého finále postoupila na Swedish Open, kde ji porazila 21letá Češka Kateřina Siniaková.
Vůbec první vítězství nad úřadující světovou jedničkou zaznamenala na Rogers Cupu v Torontu, když proti Karolíně Plíškové otočila nepříznivě se vyvíjející vývoj třetího setu čtvrtfinálového utkání ziskem čtyř posledních her od stavu 2–4. Po výhře nad po zranění vracející se Sloane Stephensovou figurující až na 943. místě žebříčku postoupila pošesté v sezóně do finále. Ani na šestý pokus však nezískala v přímém souboji o titul ani set, když na Svitolinovou uhrála jenom čtyři hry. S Plíškovou se utkala znovu ve stejné fázi navazujícího Western & Southern Open, aby tentokrát odešla poražena ve dvou setech. Na US Open prohrála již ve druhém kole s Ruskou Jekatěrinou Makarovovou.
Prvního turnajového triumfu roku se dočkala na zářijovém Toray Pan Pacific Open. V semifinále podruhé v sezóně i v kariéře porazila uřadující světovou jedničku, tentokrát Španělku  Garbiñe Muguruzaovou, a ve finále po výhře nad Ruskou Anastasijí Pavljučenkovovou obhájila titul. Celkově triumfovala v japonské metropoli potřetí. Díky stabilním výsledkům si 30. září zajistila účast na Turnaji mistryň, kam se kvalifikovala popáté, ale poprvé po roku 2014. V základní skupině oplatila dvě finálové porážky Ukrajince Svitolinové a následně porazila potřetí během posledních čtyř měsíců úřadující světovou jedničku, když Simoně Halepové povolila jenom dvě hry. I přes prohru s Caroline Garciaovou postoupila do semifinále. V něm ukončila snahy Plíškové znovu se ujmout tenisového trůnu. Ve finále pak přehrála Venus Williamsovou, když udělala za hodinu a půl jen8 nevynucených chyb. Bodový zisk ji v žebříčku WTA posunul ze 6. na 3. místo.

### 2018: Vítězka Australian Open a návrat do čela žebříčku po šesti letech
Do sezóny vstoupila finálovou porážkou na ASB Classic, kde nestačila na Julii Görgesovou.

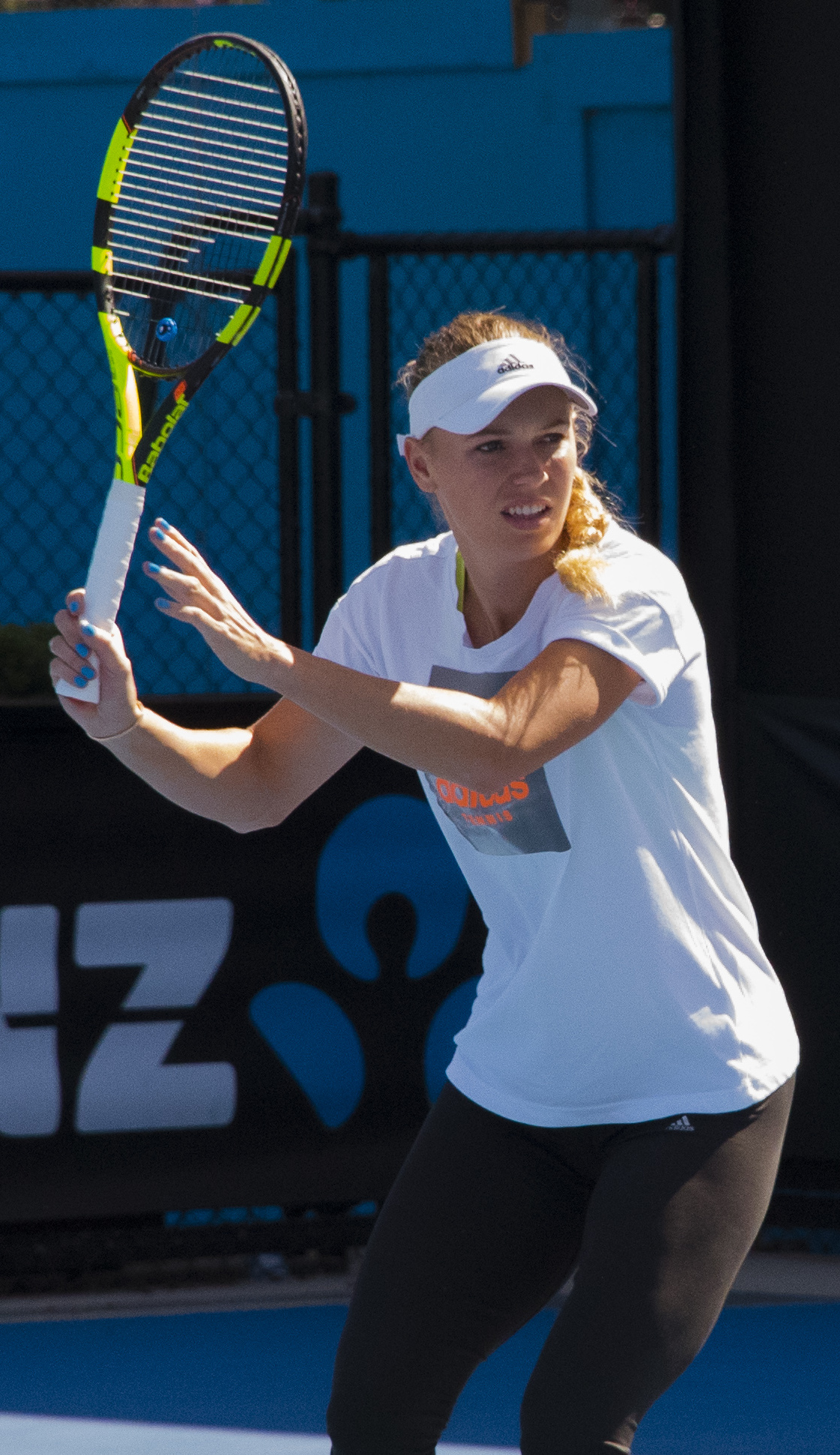
Na Australian Open vybojovala první kariérní grandslam, který ji posunul do čela žebříčku WTA

Z Australian Open si odvezla první grandslamovou trofej, a to až při své 43. účasti na grandslamu. Ve druhém kole přitom odvrátila dva mečboly 119. hráčce světa Janě Fettové za stavu 1–5 na gamy a 15:40 v rozhodující sadě. Poprvé od roku 2011 prošla do semifinále, v němž vyřadila Carlu Suárezovou Navarrovou. V boji o titul zdolala světovou jedničku Simonu Halepovou po třísetovém průběhu. Po šesti letech se pak vrátila na čtyři týdny do čela žebříčku WTA. Návrat na vrchol znamenal nejdelší období čekání u hráčky na této pozici vůbec. Ve čtvrtfinále ukončila její účinkování na St. Petersburg Ladies Trophy Darja Kasatkinová. Mezi poslední čtveřicí hráček Qatar Total Open odešla poražena od Petry Kvitové, ačkoli šla dvakrát podávat na vítězství v zápase. Podruhé v rozmezí jednoho měsíce ji porazila ve čtvrtém kole BNP Paribas Open Kasatkinová a navazující Miami Open znamenal vyřazení ve druhé fázi od Puigové, ačkoli Portoričance uštědřila „kanára“.
V antukové části sezóny utržila čtvrtfinálové prohry na İstanbul Cupu s Pauline Parmentierovou a na Internazionali BNL d'Italia od Kiki Bertensové. Ve třetí fázi Mutua Madrid Open nenašla recept na Anett Kontaveitovou. Ve třetím kole French Open ji potřetí v roce zastavila Ruska Kasatkinová. Druhou sezónní trofej dobyla na travnatém Nature Valley International v Eastbourne, po finálové výhře nad Arynou Sabalenkovou, která pro ni znamenala jubilejní 600. vítězný zápas na okruhu WTA Tour. Naopak ve Wimbledonu si připsala jen jeden vítězný zápas a ve druhé fázi nestačila na Jekatěrinu Makarovovou.
Sezónu na letních amerických betonech otevřela až kanadským Rogers Cupem poté, co se odhlásila ze Citi Open pro zranění pravé dolní končetiny. Po volném losu ji čerstvou porážku oplatila Sabalenková, když nedokázala proměnit žádný ze tři mečbolů. Western & Southern Open přinesl vyřazení s Bertensovou v otevíracím duelu cincinnatské události, kde hrála se zraněným levým kolenem. Na US Open ji ve druhém kole stopku vystavila Lesja Curenková. Nevýraznými výkony vstoupila také do podzimní asijské túry. Ve druhých kolech opustila soutěže jak na Toray Pan Pacific Open, tak i Wuhan Open, porážkami od Camily Giorgiové, respektive Puigové. Zlepšení formy přišlo až na pekingském China Open, kde po výhře nad Anastasijí Sevastovovou získala třetí sezónní titul a první z kategorie Premier Mandatory po více než sedmi letech.
Na singapurský Turnaj mistryň, WTA Finals, přijela jako obhájkyně trofeje. Start si zajistila společně s Kvitovou 4. října 2018. V bílé základní skupině porazila právě Kvitovou a podlehla Karolíně Plíškové i Svitolinové. Obsadila tak konečné třetí, první nepostupové místo.

### 2020: První ukončení kariéry

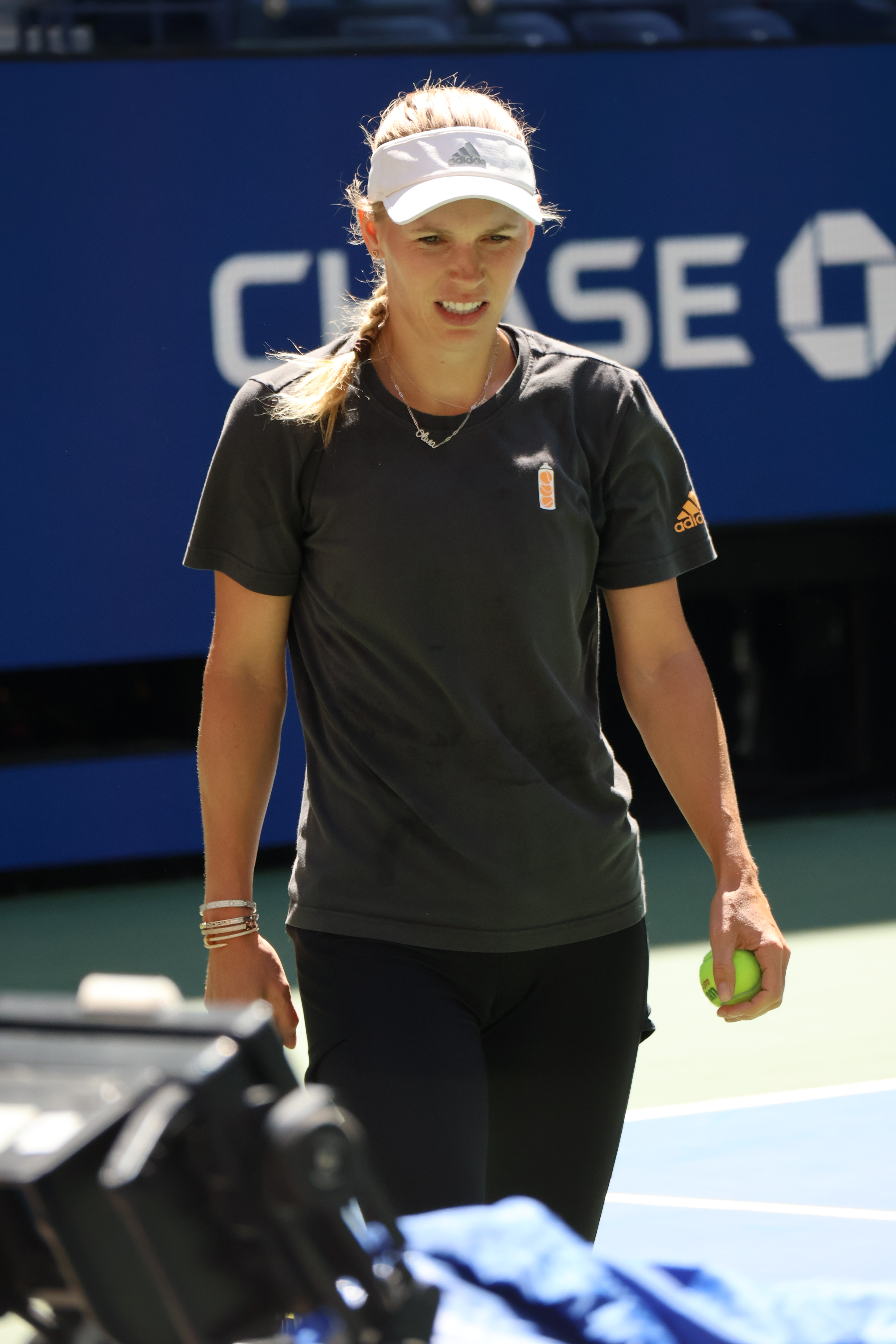
Wozniacká na US Open 2023, prvním grandslamu po obnovení kariéry a mateřské pauze

Již v prosinci 2019 oznámila, že po Australian Open 2020 ukončí kariéru. Poslední turnaj na okruhu WTA odehrála v Aucklandu. Ve dvouhře jako pátá nasazené prošla přes obhájkyni titulu Julii Görgesovou do semifinále, v němž byla nad její síly Jessica Pegulaová. V ženské čtyřhře se její spoluhráčka stala dlouholetá kamarádka Serena Williamsová. Společně s ní postoupila do prvního deblového finále od triumfu na Cellular South Cup 2009, než v boji o titul odešly poraženy od Asii Muhammadové s Taylor Townsendovou. Na závěrečném podniku kariéry, Australian Open, hrála jako nenasazená. Po výhře nad nasazenou Ukrajinkou Dajanou Jastremskou postoupila do třetího kola, kde její kariéru ukončila Tunisanka Ons Džabúrová ve třech setech.
Jako rozlučkový zápas měla odehrát v květnu v Kodani exhibiční utkání proti Sereně Williamsové. Kvůli probíhající pandemii covidu-19 se ale zápas neuskutečnil. Došlo k němu až v dubnu 2022 po narození dcery a proti Němce Angelique Kerberové, kterou porazila ve dvou setech.

### 2023: Návrat na dvorce
Na konci června 2023 oznámila, že po třech letech plánuje během srpnových severoamerických turnajů návrat na dvorce. Jejím prvním turnajem se stal montrealský National Bank Open, kde na úvod porazila Kimberly Birrellovou. Ve druhém kole podlehla světové desítce a čerstvé wimbledonské vítězce Markétě Vondroušové. Na navazujícím Cincinnati Masters jí vyřadila již v prvním kole Francouzka Varvara Gračovová. Na US Open startovala díky divoké kartě pořadatelů. Po výhře v prvním kole nad kvalifikantkou Prozorovovou ve druhém kolem porazila světovou jedenáctku Petru Kvitovou po zvládnutých koncovkách obou setů. Jednalo se o její první výhru nad hráčkou z první světové dvacítky od Turnaje mistryň 2018, kdy porazila právě Kvitovou. Ve třetím kole utočila zápas proti taktéž na okruh vracející se Američance Jennifer Bradyové a poprvé od French Open 2018 postoupila do osmifinále grandslamu. V něm ji vyřadila 19letá světová šestka Coco Gauffová.

## Finále na Grand Slamu

### Ženská dvouhra: 3 (1–2)
| Stav       | rok  | turnaj          | povrch | soupeřka ve finále | výsledek           |
| ---------- | ---- | --------------- | ------ | ------------------ | ------------------ |
| Finalistka | 2009 | US Open         | tvrdý  | Kim Clijstersová   | 5–7, 3–6           |
| Finalistka | 2014 | US Open (2)     | tvrdý  | Serena Williamsová | 3–6, 3–6           |
| Vítězka    | 2018 | Australian Open | tvrdý  | Simona Halepová    | 7–6(7–2), 3–6, 6–4 |

## Finále na Turnaji mistryň

### Ženská dvouhra: 2 (1–1)
| Stav       | č. | rok            | turnaj       | povrch | soupeřka ve finále | výsledek      |
| ---------- | -- | -------------- | ------------ | ------ | ------------------ | ------------- |
| Finalistka | 1. | 31. října 2010 | Dauhá, Katar | tvrdý  | Kim Clijstersová   | 3–6, 7–5, 3–6 |
| Vítězka    | 1. | 29. října 2017 | Singapur     | tvrdý  | Venus Williamsová  | 6–4, 6–4      |

## Finále na okruhu WTA Tour
| Legenda                                          |
| ------------------------------------------------ |
| D – dvouhra; Č – čtyřhra                         |
| Grand Slam (1–2 D)                               |
| Turnaj mistryň (1–1 D)                           |
| WTA Tournament of Champions (0–1 D)              |
| Tier I / Premier Mandatory & Premier 5 (6–6 D)   |
| Tier II / Premier (11–8 D; 1–0 Č)                |
| Tier III, IV & V / International (11–7 D; 1–2 Č) |

| Finále dle povrchu     |
| ---------------------- |
| tvrdý (24–17 D; 2–2 Č) |
| tráva (2–1 D)          |
| antuka (4–7 D)         |
| koberec (0–0 D)        |

### Dvouhra: 55 (30–25)
| Stav       | č.  | rok               | turnaj                                | povrch     | soupeřka ve finále          | výsledek           |
| Vítězka    | 1.  | 8. srpna 2008     | Stockholm, Švédsko                    | tvrdý      | Věra Duševinová             | 6–0, 6–2           |
| Vítězka    | 2.  | 23. srpna 2008    | New Haven, Spojené státy              | tvrdý      | Anna Čakvetadzeová          | 3–6, 6–4, 6–1      |
| Vítězka    | 3.  | 5. října 2008     | Tokio, Japonsko                       | tvrdý      | Kaia Kanepiová              | 6–2, 3–6, 6–1      |
| Finalistka | 1.  | 25. října 2008    | Lucemburk, Lucembursko                | tvrdý (h)  | Jelena Dementěvová          | 6–2, 4–6, 6–7(4–7) |
| Finalistka | 2.  | 21. února 2009    | Memphis, Spojené státy                | tvrdý (h)  | Viktoria Azarenková         | 1–6, 3–6           |
| Vítězka    | 4.  | 12. dubna 2009    | Ponte Vedra Beach, Spojené státy      | antuka (z) | Aleksandra Wozniaková       | 6–1, 6–2           |
| Finalistka | 3.  | 19. dubna 2009    | Charleston, Spojené státy             | antuka (z) | Sabine Lisická              | 2–6, 4–6           |
| Finalistka | 4.  | 17. května 2009   | Madrid, Španělsko                     | antuka     | Dinara Safinová             | 2–6, 4–6           |
| Vítězka    | 5.  | 20. června 2009   | Eastbourne, Spojené království        | tráva      | Virginie Razzanová          | 7–6(7–5), 7–5      |
| Finalistka | 5.  | 11. července 2009 | Båstad, Švédsko                       | antuka     | María José Martínez Sánchez | 5–7, 4–6           |
| Vítězka    | 6.  | 29. srpna 2009    | New Haven, Spojené státy (2)          | tvrdý      | Jelena Vesninová            | 6–2, 6–4           |
| Finalistka | 6.  | 13. září 2009     | US Open, New York, Spojené státy      | tvrdý      | Kim Clijstersová            | 5–7, 3–6           |
| Finalistka | 7.  | 21. března 2010   | Indian Wells, Spojené státy           | tvrdý      | Jelena Jankovićová          | 2–6, 4–6           |
| Vítězka    | 7.  | 11. dubna 2010    | Ponte Vedra Beach, Spojené státy      | antuka (z) | Olga Govorcovová            | 6–2, 7–5           |
| Vítězka    | 8.  | 8. srpna 2010     | Kodaň, Dánsko                         | tvrdý (h)  | Klára Zakopalová            | 6–2, 7–6(7–5)      |
| Vítězka    | 9.  | 23. srpna 2010    | Montréal, Kanada                      | tvrdý      | Věra Zvonarevová            | 6–3, 6–2           |
| Vítězka    | 10. | 28. srpna 2010    | New Haven, Spojené státy (3)          | tvrdý      | Naděžda Petrovová           | 6–3, 3–6, 6–3      |
| Vítězka    | 11. | 2. října 2010     | Tokio, Japonsko                       | tvrdý      | Jelena Dementěvová          | 1–6, 6–2, 6–3      |
| Vítězka    | 12. | 10. října 2010    | Peking, Čína                          | tvrdý      | Věra Zvonarevová            | 6–3, 3–6, 6–3      |
| Finalistka | 8.  | 31. října 2010    | Turnaj mistryň, Dauhá, Katar          | tvrdý      | Kim Clijstersová            | 3–6, 7–5, 3–6      |
| Vítězka    | 13. | 20. února 2011    | Dubaj, Spojené arabské emiráty        | tvrdý      | Světlana Kuzněcovová        | 6–1, 6–3           |
| Finalistka | 9.  | 26. února 2011    | Dauhá, Katar                          | tvrdý      | Věra Zvonarevová            | 4–6, 4–6           |
| Vítězka    | 14. | 20. března 2011   | Indian Wells, Spojené státy           | tvrdý      | Marion Bartoliová           | 6–1, 2–6, 6–3      |
| Vítězka    | 15. | 10. dubna 2011    | Charleston, Spojené státy             | antuka (z) | Jelena Vesninová            | 6–2, 6–3           |
| Finalistka | 10. | 24. dubna 2011    | Stuttgart, Německo                    | antuka (h) | Julia Görgesová             | 6–7(3–7), 3–6      |
| Vítězka    | 16. | 21. května 2011   | Brusel, Belgie                        | antuka     | Pcheng Šuaj                 | 2–6, 6–3, 6–3      |
| Vítězka    | 17. | 12. června 2011   | Kodaň, Dánsko                         | tvrdý (h)  | Lucie Šafářová              | 6–1, 6–4           |
| Vítězka    | 18. | 27. srpna 2011    | New Haven, Spojené státy (4)          | tvrdý      | Petra Cetkovská             | 6–4, 6–1           |
| Finalistka | 11. | 15. dubna 2012    | Kodaň, Dánsko                         | tvrdý (h)  | Angelique Kerberová         | 4–6, 4–6           |
| Vítězka    | 19. | 23. září 2012     | Soul, Jižní Korea                     | tvrdý      | Kaia Kanepiová              | 6–1, 6–0           |
| Vítězka    | 20. | 21. října 2012    | Moskva, Rusko                         | tvrdý (h)  | Samantha Stosurová          | 6–2, 4–6, 7–5      |
| Finalistka | 12. | 4. listopadu 2012 | Sofie, Bulharsko                      | tvrdý (h)  | Naděžda Petrovová           | 2–6, 1–6           |
| Finalistka | 13. | 17. března 2013   | Indian Wells, Spojené státy           | tvrdý      | Maria Šarapovová            | 2–6, 2–6           |
| Vítězka    | 21. | 20. října 2013    | Lucemburk, Lucembursko                | tvrdý (h)  | Annika Becková              | 6–2, 6–2           |
| Vítězka    | 22. | 20. července 2014 | İstanbul, Turkecko                    | tvrdý      | Roberta Vinciová            | 6–1, 6–1           |
| Finalistka | 14. | 7. září 2014      | US Open, New York, Spojené státy      | tvrdý      | Serena Williamsová          | 3–6, 3–6           |
| Finalistka | 15. | 21. září 2014     | Tokio, Japonsko                       | tvrdý      | Ana Ivanovićová             | 2–6, 6–7(2–7)      |
| Finalistka | 16. | 10. ledna 2015    | Auckland, Nový Zéland                 | tvrdý      | Venus Williamsová           | 6–2, 3–6, 3–6      |
| Vítězka    | 23. | 8. března 2015    | Kuala Lumpur, Malajsie                | tvrdý      | Alexandra Dulgheruová       | 4–6, 6–2, 6–1      |
| Finalistka | 17. | 26. dubna 2015    | Stuttgart, Německo                    | antuka (h) | Angelique Kerberová         | 6–3, 1–6, 5–7      |
| Vítězka    | 24. | 25. září 2016     | Tokio, Japonsko (2)                   | tvrdý      | Naomi Ósakaová              | 7–5, 6–3           |
| Vítězka    | 25. | 16. října 2016    | Hongkong, Čína                        | tvrdý      | Kristina Mladenovicová      | 6–1, 6–7(4–7), 6–2 |
| Finalistka | 18. | 18. února 2017    | Dauhá, Katar                          | tvrdý      | Karolína Plíšková           | 3–6, 4–6           |
| Finalistka | 19. | 25. února 2017    | Dubaj, Spojené arabské emiráty        | tvrdý      | Elina Svitolinová           | 4–6, 2–6           |
| Finalistka | 20. | 1. dubna 2017     | Miami, Spojené státy                  | tvrdý      | Johanna Kontaová            | 4–6, 3–6           |
| Finalistka | 21. | 1. července 2017  | Eastbourne, Spojené království        | tráva      | Karolína Plíšková           | 4–6, 4–6           |
| Finalistka | 22. | 30. července 2017 | Båstad, Švédsko                       | antuka     | Kateřina Siniaková          | 3–6, 4–6           |
| Finalistka | 23. | 13. srpna 2017    | Toronto, Kanada                       | tvrdý      | Elina Svitolinová           | 4–6, 0–6           |
| Vítězka    | 26. | 24. září 2017     | Tokio, Japonsko (3)                   | tvrdý      | Anastasija Pavljučenkovová  | 6–0, 7–5           |
| Vítězka    | 27. | 29. října 2017    | Turnaj mistryň, Singapur              | tvrdý      | Venus Williamsová           | 6–4, 6–4           |
| Finalistka | 24. | 7. ledna 2018     | Auckland, Nový Zéland                 | tvrdý      | Julia Görgesová             | 4–6, 6–7(4–7)      |
| Vítězka    | 28. | 27. ledna 2018    | Australian Open, Melbourne, Austrálie | tvrdý      | Simona Halepová             | 7–6(7–2), 3–6, 6–4 |
| Vítězka    | 29. | 30. června 2018   | Eastbourne, Spojené království        | tráva      | Aryna Sabalenková           | 7–5, 7–6(7–5)      |
| Vítězka    | 30. | 7. října 2018     | Peking, Čína (2)                      | tvrdý      | Anastasija Sevastovová      | 6–3, 6–3           |
| Finalistka | 25. | 7. dubna 2019     | Charleston, Spojené státy             | antuka (z) | Madison Keysová             | 6–7(5–7), 3–6      |

### Čtyřhra: 4 (2–2)
| Stav       | Č. | Datum          | Turnaj                 | Povrch    | Spoluhráčka                | Soupeřky ve finále                     | Výsledek      |
| ---------- | -- | -------------- | ---------------------- | --------- | -------------------------- | -------------------------------------- | ------------- |
| Finalistka | 1. | 26. února 2006 | Memphis, Spojené státy | tvrdý (h) | Viktoria Azarenková        | Lisa Raymondová Samantha Stosurová     | 6–7(2–7), 3–6 |
| Vítězka    | 1. | 28. září 2008  | Peking, ČLR            | tvrdý     | Anabel Medina Garriguesová | Chan Sin-jün Sü I-fan                  | 6–1, 6–3      |
| Vítězka    | 2. | 21. února 2009 | Memphis, Spojené státy | tvrdý (h) | Viktoria Azarenková        | Juliana Fedaková Michaëlla Krajiceková | 6–1, 7–6(7–2) |
| Finalistka | 2. | 12. ledna 2020 | Auckland, Nový Zéland  | tvrdý     | Serena Williamsová         | Asia Muhammadová Taylor Townsendová    | 4–6, 4–6      |

## Chronologie výsledků na Grand Slamu

### Dvouhra
| Turnaj          | 2006 | 2007    | 2008    | 2009    | 2010    | 2011    | 2012    | 2013    | 2014    | 2015    | 2016    | 2017    | 2018    | 2019    | 2020    | ... | 2023    | 2024    | 2025 | SR     | V–P    |
| --------------- | ---- | ------- | ------- | ------- | ------- | ------- | ------- | ------- | ------- | ------- | ------- | ------- | ------- | ------- | ------- | --- | ------- | ------- | ---- | ------ | ------ |
| Australian Open | A    | A       | 4. kolo | 3. kolo | 4. kolo | SF      | ČF      | 4. kolo | 3. kolo | 2. kolo | 1. kolo | 3. kolo | Vítěz   | 3. kolo | 3. kolo |     | —       | 2. kolo | A    | 1 / 14 | 37–13  |
| French Open     | A    | 1. kolo | 3. kolo | 3. kolo | ČF      | 3. kolo | 3. kolo | 2. kolo | 1. kolo | 2. kolo | A       | ČF      | 4. kolo | 1. kolo | A       |     | —       | A       | A    | 0 / 12 | 21–12  |
| Wimbledon       | 1Q   | 2. kolo | 3. kolo | 4. kolo | 4. kolo | 4. kolo | 1. kolo | 2. kolo | 4. kolo | 4. kolo | 1. kolo | 4. kolo | 2. kolo | 3. kolo | NH      |     | —       | 3. kolo | A    | 0 / 14 | 27–14  |
| US Open         | A    | 2. kolo | 4. kolo | F       | SF      | SF      | 1. kolo | 3. kolo | F       | 2. kolo | SF      | 2. kolo | 2. kolo | 2. kolo | A       |     | 4. kolo | 4. kolo | A    | 0 / 15 | 44–15  |
| výhry–prohry    | 0–0  | 2–3     | 10–4    | 13–4    | 15–4    | 15–4    | 6–4     | 7–4     | 11–4    | 6–4     | 5–3     | 10–4    | 12–3    | 6–4     | 2–1     | –   | 3–1     | 6–3     | 0–0  | 1 / 55 | 129–54 |

| Legenda | Legenda                                   | Legenda | Legenda                     |
| ------- | ----------------------------------------- | ------- | --------------------------- |
| SR      | poměr vyhraných turnajů ku všem odehraným | W–L V–P | výhry–prohry                |
| NH      | daný rok se turnaj nekonal                | A       | turnaje se hráč nezúčastnil |
| 1Q / LQ | prohra v (kole) kvalifikace               | 1k / 1R | prohra v daném kole turnaje |
| QF / ČF | prohra ve čtvrtfinále                     | SF      | prohra v semifinále         |
| F       | prohra ve finále                          | Vítěz   | vítězství v turnaji         |

## Postavení na konečném žebříčku WTA

### Dvouhra
| Rok    | 2006 | 2007  | 2008  | 2009 | 2010 | 2011 | 2012  | 2013  | 2014 | 2015  | 2016  | 2017 | 2018 | 2019  | 2020–2022 | 2023 | 2024  |
| Pořadí | 237. | ▲ 64. | ▲ 12. | ▲ 4. | ▲ 1. | ▬ 1. | ▼ 10. | ▬ 10. | ▲ 8. | ▼ 17. | ▼ 19. | ▲ 3. | ▬ 3. | ▼ 38. | —         | 236. | ▲ 72. |

### Čtyřhra
| Rok    | 2006 | 2007   | 2008  | 2009  | 2010   | 2011   | 2012–2024 |
| Pořadí | 238. | ▲ 150. | ▲ 79. | ▲ 70. | ▼ 113. | ▼ 556. | —         |